# Baesuk
El baesuk es una variedad de hwachae, ponche tradicional coreano elaborado con bae (배, pera coreana), granos de pimienta negra, jengibre, miel o azúcar y agua. Originalmente el baesuk se servía en la cocina de la corte real coreana, por lo que no se popularizó hasta mediados del siglo XX. El baesuk también se llama isuk, significando literalmente ambos términos ‘pera cocida’ en coreano.
Para elaborarlo se corta una pera pelada en varios trozos pequeños para que resulte fácil de comer o se prepara entera, y entonces se le clavan normalmente tres granos de pimienta negra. En caso de cocinar la pera coreana entera, se llama al plato hyangseolgo (향설고), usándose la dura y ácida munbae (문배, Pyrus ussuriensis var. seoulensis).
Los trozos se escalfan a fuego lento con jengibre en trozos y azúcar o miel hasta que se ablandan. Tras retirarlos del fuego, se desecha el jengibre y la mezcla se pone al frío. El baesuk se vierte en un cuenco de cristal para hwachae y se adereza con piñones molidos. Puede servirse mezclado con un chorrito de yujajeub (유자즙, zumo de yuzu). El baesuk es una receta de temporada que se suele beber fría como todos los demás hwachae pero también puede servirse caliente.
El baesuk suele prepararse y tomarse en verano o por el Chuseok (fiesta coreana de mitad del otoño).
Junto con el sujeonggwa (ponche de caqui), el baesuk se considera una bebida coreana representativa. Debido al parecido entre ambas, el baesuk se llama a veces baesujeonggwa (배수정과). El baesuk suele servirse como postre y también se considera un buen remedio para el resfriado común. Es ampliamente popular en Corea del Sur por su sabor moderadamente dulce y su facilidad de preparación.